# City of Devonport

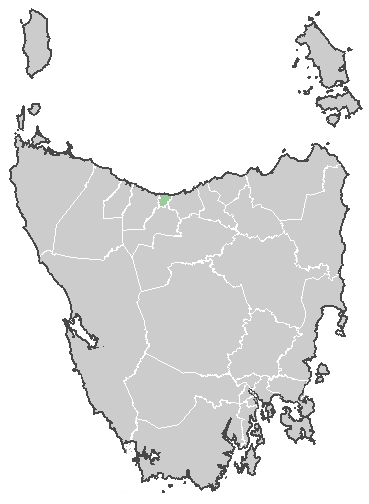
City of Devonport na mapie Tasmanii

City of Devonport – obszar samorządu lokalnego (ang. local government area), położony w północnej części Tasmanii (Australia) nad Cieśniną Bassa. Siedziba rady samorządu zlokalizowana jest w mieście Devonport.
Według danych z 2009 roku, obszar ten zamieszkuje 25518 osób. Powierzchnia samorządu wynosi 116 km².
W celu identyfikacji samorządu Australian Bureau of Statistics wprowadziło czterocyfrowy kod dla City of Devonport – 1610.